# Редигеровська сільська рада
Редигеровська сільська́ ра́да (біл. Рыдзігераўскі сельсавет) — адміністративно-територіальна одиниця у складі Лунинецького району Берестейської області Білорусі. Адміністративний центр — село Редигерово.

## Склад
Населені пункти, що підпорядковувалися сільській раді станом на 2009 рік:
| Населений пункт | Тип  | Населення, осіб (2009) |
| --------------- | ---- | ---------------------- |
| Моносієво       | село | 170                    |
| Редигерово      | село | 601                    |
| Флерово         | село | 160                    |
| Черебасово      | село | 312                    |

## Населення
За переписом населення Білорусі 2009 року чисельність населення сільської ради становила 1243 особи.

### Національність
Розподіл населення за рідною національністю за даними перепису 2009 року:
| Національність               | Осіб | Відсоток |
| ---------------------------- | ---- | -------- |
| білоруси                     | 1210 | 97,35 %  |
| росіяни                      | 21   | 1,69 %   |
| українці                     | 5    | 0,40 %   |
| поляки                       | 3    | 0,24 %   |
| національність не вказана    | 3    | 0,24 %   |
| дві та більше національності | 1    | 0,08 %   |
| Разом                        | 1243 | 100 %    |